# Dysmilichia
Dysmilichia is een geslacht van vlinders van de familie Uilen (Noctuidae).

## Soorten
- D. bicyclica Staudinger, 1888
- D. calamistrata Moore, 1881
- D. erastrioides Brandt, 1938
- D. flavonigra (Swinhoe, 1884)
- D. fukudai Sugi, 1963
- D. gemella Leech, 1889
- D. gigantea Brandt, 1941
- D. mira (Brandt, 1938)
- D. namibiae Hacker, 2007
- D. perigeta Schaus, 1904
- D. phaulopsis Brandt, 1938
- D. pica Wiltshire, 1983
- D. proleuca Hampson, 1918
- D. purpurascens Hampson, 1910
- D. rufalis Bethune-Baker, 1906